# ایزابل جاد
ایزابل جاد (انگلیسی: Isabel Judd; ۱۹ اکتبر ۱۸۸۶ – ۱ ژوئن ۱۹۵۱) ژیمناست هنری زن اهل بریتانیا بود.